# ましろ☆ふっとタイム
『ましろ☆ふっとたいむ』はおおた綾乃の4コマ漫画作品である。芳文社の雑誌「まんがタイムスペシャル」で2000年9月号から2007年1月号まで連載された。

## 作品概要
23歳で一人暮らしの主役の女性は、フリーター脱出のためフットマッサージの資格を取るために専門学校に通い、無事に取得する。
しかし、そのことを聞いて安心した両親は、実家を売却し、娘に賃貸でマンションの一室のみを与えて、オーストラリアに移住してしまう。
そんなわけで、実務経験も無いのに、独立開業して稼いでいかなければならなくなった…!!

## 主な登場人物
南 ましろ (みなみ ましろ)
本作品の主人公。永遠の23歳。
両親については、作品概要の通り。ちなみに、父の下の名前は紺、母はみどりである。
「ましろ」の由来は、夏の終わりのよく晴れた日の朝に生まれたからである。
必要以上の力でマッサージをしてしまうことがある。
寝相がすごい。
同業者の他店舗に行くと、寝てしまう。
著者が同じである派遣です!の主役、星野あかり(24歳)と共演したことがある。
北見 たみ (きたみ たみ)
ましろの店舗の隣に住む占い師。
芸名(?)は「ルタミーア」
亀で占う。亀の名前は「のんのん」。ましろに漬物石で占うと誤解されたことがある。
猿と猫を飼っている。猿の名は「ごくう」で、猫は「ふみふみ」。小鳥も飼っているらしい。
北見 乱歩 (きたみ らんぽ)
たみの弟。普段は会社員だが、姉の助手(家事手伝いともいう)もする。
姉を「たみちゃん」と名前で呼ぶ。但し、お客様の前では「ルタミーア様」と呼ばないと無視される。
ましろに恋心を抱いているのではないかと思わせる描写がある。
東 しのぶ (ひがし しのぶ)
20歳の男性。ましろに弟子入りしたいと迫った。
弟子入りする課題の指立てふせ500回をこなし、めでたく弟子入りできた。
ましろの足をマッサージしているのを乱歩に目撃され、誤解した乱歩に持っていたトマトを投げつけられる。
出張マッサージ先の85歳のおばあちゃんに惚れる (?)。

## 書誌情報
掲載誌 - 芳文社より
- 「まんがタイムスペシャル」（月刊）2000年9月号から2007年1月号まで毎号掲載。

単行本 - 芳文社より「まんがタイムコミックス」として刊行されている。
1. 第1巻（2003年3月18日発行） ISBN 4-8322-6282-3

本記事は、単行本第1巻の内容のみを典拠として作成されています。本記事を引用したり、最新の状況に修正や加筆をされる場合は、この点にご注意ください。